# Браш Нилсен, Кэролайн
Кэролайн Браш Нилсен (дат. Caroline Brasch Nielsen; родилась 21 июня 1993, Копенгаген) — датская топ-модель.
Была приглашена на кастинг модельным агентом, который заметил её в одной из пиццерий Копенгагена, в которой она обедала вместе с друзьями. После обучения вышла на подиум. Первым международным показом стала работа на неделе Прет-а-порте в Париже в марте 2010 года, где она дефилировала для бельгийского модельера Dries van Noten, на тот момент ей было семнадцать лет. На той же неделе моды дефилировала для таких брендов, как Balenciaga, Givenchy, Yves Saint Laurent и Chanel.
В различное время принимала участие в показах: Dries van Noten, Isabel Marant, Lanvin, Barbara Bui, Chanel, Cristóbal Balenciaga, Giambattista Valli, Kenzo, Chloe, Celine, Giambattista Valli, Valentino, Sonia Rykiel, Viktor & Rolf, Anthony Vaccarello, Vanessa Bruno, Valentino Couture, John Galliano, Oscar de la Renta, Gucci, Missoni, Dolce & Gabbana, Louis Vuitton, Valentino и другие.
В 2013 году была приглашена на итоговый показ компании «Victoria’s Secret».